# Святість
Святість — одне з найбільш фундаментальних понять основних світових релігій. Святе — є Божественним, що походить від Бога, зазначене Його присутністю або дією Божої благодаті, присвячене Йому в служіння і відокремлене від усього створеного і мирського. Поняття «святість» використовується також в інших релігіях, зокрема, для вираження високого ступеня духовної досконалості аскетів і ченців. У розширювальному сенсі святе може означати також вищу ступінь шляхетності і моральної чистоти в людських діях або думках, як-то: свята мета, свята правда, свята справа, святе братство, святий обов'язок.